# Jakow Maximowitsch Andrejewitsch

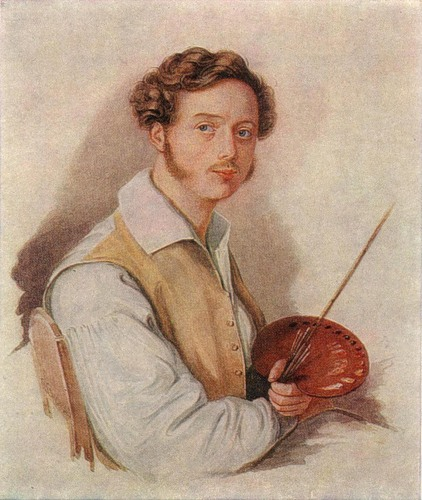
Jakow Maximowitsch Andrejewitsch

Jakow Maximowitsch Andrejewitsch (russisch Яков Максимович Андреевич/ Transliteration Jakov Maksimovič Andreevič; * März 1801 in Jareschky, Gouvernement Poltawa, Russisches Kaiserreich; † 18. April 1840 in Werchneudinsk, Russisches Kaiserreich) war ein Amateurmaler, Offizier der kaiserlich-russischen Armee und ein Teilnehmer des Dekabristen-Aufstandes vom 14. Dezemberjul. / 26. Dezember 1825greg..

## Leben
Jakow Maximowitsch Andrejewitsch kam in Jareschky in der heutigen ukrainischen Oblast Kiew, Rajon Baryschiwka als russischen Adeliger und Nachkomme Saporoger Kosaken zur Welt. Er wurde bereits früh (im Oktober 1811) beim Militär aufgenommen und war seit 1822 Leutnant der russischen 8. Artillerie-Brigade.
Vom Sommer 1825 an war Andrejewitsch eines der aktivsten Mitglied der panslawischen Geheimbundes der Gesellschaft der vereinigten Slawen (Общество соединённых славян) und des Südbundes der Dekabristen.
Am 14. Januar 1826 wurde Andrejewitsch in Kiew verhaftet, in einem anschließenden Verfahren für schuldig befunden und zum Tode verurteilt. Das Urteil wurde zuerst in lebenslange Zwangsarbeit in Sibirien umgewandelt und am 22. August 1826 auf 20 Jahre reduziert. Die Strafe wurde im November 1832 erneut auf 15 Jahre und abermals 1835 auf 13 Jahre reduziert. Seit dem 10. Juli 1839 lebte er in Werchneudinsk, wo er am 18. April 1840 in einem Krankenhaus starb.